# Kyshawn George

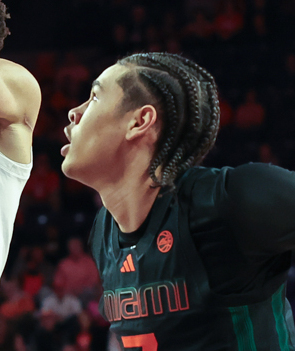
Kyshawn George, 2024.

Kyshawn Shanty Alonzo George, född 12 december 2003 i Aigle i Schweiz, är en schweizisk-kanadensisk professionell basketspelare (SF/SG) som spelar för Washington Wizards i National Basketball Association (NBA).
Han har också spelat som proffs i Frankrike.
George draftades av New York Knicks i första rundan i 2024 års draft som 24:e spelare totalt.
Han har också studerat vid University of Miami och spelade samtidigt för universitetets idrottsförening Miami Hurricanes.